# Diószegi László
Diószegi László (Budapest, 1957. július 28. –) magyar koreográfus, történész, egyetemi tanár.
Kutatási területe a romániai magyarság története és a Duna-medence integrációs törekvései.

## Életpályája
1974–1983 között a Bartók Béla Néptáncegyüttes táncosa; mestere: Tímár Sándor volt. 1976–1981 között a Marx Károly Közgazdaságtudományi Egyetem nemzetközi kapcsolatok szakán tanult.
1981–1989 között a DÉLÉP Napsugár Táncegyüttes tagja volt. 1982–1986 között a Magyar Tudományos Akadémia Közép és Kelet-Európai Kutatási Központ tudományos segédmunkatársa volt. 1983-tól a Válaszút Táncegyüttes művészeti vezetője, feleségével Gaug Ágnessel közösen. 1985–1991 között a Honvéd Művészegyüttes koreográfusaként dolgozott. 1986–1991 között a Magyarságkutató Intézet tudományos munkatársa és programtitkára volt.
1991–2006 között a Teleki László Alapítvány ügyvezető igazgatója volt, 2007-től igazgatója. 1993-tól a Martin György Néptáncszövetség elnöke.
2006–2011 között koreográfusi ismereteket oktatott a Magyar Táncművészeti Főiskolán. 2007-től a Magyar Tudományos Akadémia Kutatásszervezési Intézet tudományos munkatársa.
2010-ben az Eötvös Loránd Tudományegyetemen PhD. fokozatot szerzett. 2012-ben a Fölszállott a páva tehetségkutató műsor zsűritagja volt. 2012–2020 között a Nemzeti Kulturális Alap Bizottság tagja volt. 2016-tól a Csoóri Sándor program Tanácsadó Testületének tagja. 2018-tól a Borsi Rákóczi kastély teljeskörű helyreállításának vezetője. 2019-től a Népiépítészeti Program vezetője.

## Családja
Szülei Diószegi István (1930–2020) történész és Berényi Mária (1929–2001) voltak. Felesége, Gaug Ágnes. Két gyermeke született: Dániel (1986–) és Anna (1990–).

## Művei

### Koreográfiák
- Ideje a megőrzésnek… (1985)
- Tündérkert (1986)
- Őrizz, hogy jó véget érjek (1987)
- Körök és vonzások (1988)
- Somlyóhegyi csodavárás (1989)
- Klézsei menyekező (1989)
- Utolsó leltár (1989)
- Ott, hol a nap minden este leszentül… (1989)
- Gyimesi keringő (1991)
- Felkelő nap háza – csángó ballada (1992)
- Epilógus (1992)
- Mesemondó (1993)
- Kerek egy esztendő (1995)
- Stílusgyakorlat (1995)
- Moszkva tér (1997)
- Vert kezes (1998)
- Ezredvégi leltár (2000)
- Brassói Pályaudvar (2001, 2003, 2005)
- Balt Orient (2003)
- Kultkikötő (2013)

### Könyvek
- Hetven év. A romániai magyarság története 1919-1989 (Budapest, 1990)
- Válság és integráció. Gazdasági egyesítési tervek a Duna-medencében az 1929-1933. évi világgazdasági válság időszakában (Budapest, 2014)

### Tanulmányok
- Benes terve Csehszlovákia, Ausztria és Magyarország gazdasági együttműködésére. In: Magyarságkutatás, A Magyarságkutató Intézet évkönyve, Budapest 1987, Magyarságkutató Intézet 65–78.
- A romániai magyarság 1919–1940. Kortárs, 1990, 7. 117–127 p.
- Az erdélyi magyar iskola 1918–1940. In: Varietas Historiae, Budapest 1990, Magyarságkutató Intézet, 81–95p.
- A Tardieu terv. In: Rubicon 1994/8.
- A nagyhatalmak és a Duna-medence az 1930-as években. In: Magyarország és a nagyhatalmak a XX. században. Szerk.: Romsics Ignác, Teleki László Alapítvány 1995.
- A moldvai csángók identitásának összetevőiről (with Pozsony Ferenc). In: Magyarságkutatás 1995-96 320 p. Teleki László Alapítvány 1996
- Gazdasági egységesítési tervek a Duna-medencében az 1929-1933-as gazdasági válság időszakában. In: Integrációs törekvések Közép- és Kelet-Európában a 19. és 20. században Szerk.: Romsics Ignác, Teleki László Alapítvány 1997.
- Kinek az öröksége? Eredmények és nehézségek a határainkon túli örökségvédelemben. In Colligite fragmenta! Örökségvédelem Erdélyben [az ELTE 2008-as örökségvédelmi konferenciájának a kötete], főszerkesztő: H. KIS Tímea, ELTE BTK Művészettörténeti Intézeti Képviselet, Budapest, 2009, 28.
- „…nálunk most es a Templomban a nyelvünk tiltva vann.” A moldvai csángók magyar nyelvű hitéletének története és jelene. In: Háda Béla - Ligeti Dávid - Majoros István - Maruzsa Zoltán - Merényi Krisztina (szerk.): Nemzetek és birodalmak. Diószegi István 80 éves. ELTE, Új- és Jelenkori Egyetemes Történeti Tanszék, Budapest, 2010.
- „…nálunk most es a Templomban a nyelvünk tiltva vann.” A moldvai csángók magyar nyelvű hitéletének története és jelene. In: REGIO. Kisebbség, Politika, Társadalom. 21. évfolyam, 2010/4. szám
- A bartóki út keresése a magyar színpadi néptáncművészetben. In: Diószegi László – Juhász Katalin (szerk.): Hagyomány – Örökség – Közkultúra. A magyar népművészet helyes és jövője a Kárpát-medencében. Budapest, Teleki László Alapítvány. 2011.
- A Táncházmozgalom hatása a színpadi néptáncművészetre. In: Halmos Béla – Hoppál Mihály – Halák Emese: „Meg kell a búzának érni” A magyar táncházmozgalom 40 éve. Európai Folklór Intézet, Budapest, 2012.
- A Magyar néptánc történelmi pillanatai – A Gyöngyösbokrétától a Táncházig. In: Magyar Művészet – II. évfolyam, 3–4. szám

## Díjai
- Néptáncpedagógusi nívódíj (1990)
- Bezerédj-díj (2004)
- Harangozó Gyula-díj (2005)
- Forster Gyula-díj (2008)
- Martin György-díj (2017)
- A Magyar Érdemrend tisztikeresztje (2019)
- Kossuth-díj (2022)